# 宮地英敏
宮地 英敏（みやち ひでとし、1974年（昭和49年）10月18日 - ）は、日本の経済学者、歴史学者、経済史学者、九州大学准教授。

## 経歴
岐阜県多治見市出身。東海中学校・高等学校を卒業後、1994年（平成6年）4月に東京大学文化Ⅲ類に入学。1996年（平成8年）に東京大学文学部に進学後は高村直助の指導を受ける。また、1999年（平成11年）に東京大学大学院経済学研究科へ進学後は谷本雅之の指導を受けた。東京大学経済学部助手を経て、2006年（平成18年）4月から九州大学附属図書館付設記録資料館准教授。2005年（平成17年）には経営史学会賞、2009年（平成21年）には政治経済学･経済史学会賞を受賞している。
日本の陶磁器業についての研究をすすめ、美濃焼、瀬戸焼、有田焼、萩焼、三川内焼、会津本郷焼等についての論文がある。また、石炭産業や電力業などエネルギー経済史についての業績も多い。

## 主な著作

### 書籍（単著）
- 『近代日本の陶磁器業―産業発展と生産組織の複層性』名古屋大学出版会、2008年。

### 書籍（共著）
- 『近代日本のエネルギーと企業活動』（荻野喜弘編）、日本経済評論社、2010年。
- 『挑戦の軌跡－そして未来へ：YKK80年史』、YKK株式会社、2014年。
- 『軍港都市史研究Ⅴ佐世保編』（北澤満編）、清文堂出版、2018年。

### 論文
- 国立情報学研究所収録論文 - 国立情報学研究所